# Municipio de Embarrass (Minnesota)
El municipio de Embarrass (en inglés: Embarrass Township) es un municipio ubicado en el condado de St. Louis en el estado estadounidense de Minnesota. En el año 2010 tenía una población de 607 habitantes y una densidad poblacional de 7,15 personas por km².

## Geografía
El municipio de Embarrass se encuentra ubicado en las coordenadas 47°41′16″N 92°14′58″O / 47.68778, -92.24944. Según la Oficina del Censo de los Estados Unidos, el municipio tiene una superficie total de 84.87 km², de la cual 84,69 km² corresponden a tierra firme y (0,21 %) 0,18 km² es agua.

## Demografía
Según el censo de 2010, había 607 personas residiendo en el municipio de Embarrass. La densidad de población era de 7,15 hab./km². De los 607 habitantes, el municipio de Embarrass estaba compuesto por el 96,87 % blancos, el 1,15 % eran amerindios, el 0,49 % eran asiáticos y el 1,48 % eran de una mezcla de razas. Del total de la población el 0 % eran hispanos o latinos de cualquier raza.